# Johnny Cardoso
João Lucas de Souza Cardoso (Nova Jérsia, 20 de setembro de 2001), mais conhecido como Johnny, é um futebolista brasilo-estadunidense que atua como volante. Atualmente joga pelo Atlético de Madrid e pela Seleção dos Estados Unidos.

## Biografia
Nascido em Nova Jérsia, Estados Unidos, filho de pais brasileiros, Johnny mudou-se para o Brasil aos três meses de idade. Antes de se transferir pro Internacional, teve passagens por Avaí e Criciúma nas categorias de base.

## Carreira

### Internacional
Johnny fez sua estreia profissional pelo Internacional no dia 15 de setembro de 2019, na vitória por 3 a 1 sobre o Atlético Mineiro, em jogo válido pelo Brasileirão.
Marcou seu primeiro gol com a camisa colorada no dia 4 de março de 2021, num empate em 2 a 2 contra o Pelotas, em partida válida pelo Campeonato Gaúcho.
Johnny teve algumas lesões durante a temporada 2023, mas terminou como titular na equipe comandada por Eduardo Coudet. Nesse ano o volante atuou em 49 partidas, marcou dois gols e deu duas assistências.

### Betis
Foi anunciado como novo reforço do Betis no dia 27 de dezembro de 2023, assinando contrato até 2029. A negociação girou em torno de 6 milhões de euros, aproximadamente 32 milhões de reais, por 80% dos valores econômicos do jogador.

### Atlético de Madrid
Em 16 de julho de 2025, o Atlético de Madrid anunciou a contratação de Johnny Cardoso. O contrato entre as partes terá duração de cinco anos, expirando ao final do primeiro semestre de 2030. O valor da transferência está estimado em 30 milhões de euros (cerca de R$ 193 milhões), sendo 15% do valor envolvidos em bônus de metas a serem atingidas pelo atleta.

## Seleção Nacional
Elegível para representar tanto Brasil como Estados Unidos, Johnny recebeu sua primeira convocação para a categoria Sub-23 da Seleção dos Estados Unidos em outubro de 2019. Posteriormente, em novembro de 2020, foi convocado pela Seleção principal para as partidas contra o País de Gales e o Panamá.
Johnny foi posteriormente convocado novamente para a seleção Sub-23 dos Estados Unidos para o Campeonato Olímpico de Qualificação Masculina da CONCACAF de 2020, no qual os norte-americanos não conseguiram se classificar para as Olimpíadas.
Em junho de 2023, o volante foi convocado novamente pelos Estados Unidos para a disputa da fase final da Liga das Nações da CONCACAF. Na ocasião, os EUA foram campeões em cima do Canadá, com Johnny entrando na partida durante o segundo tempo.

## Títulos
Estados Unidos
- Liga das Nações da CONCACAF: 2022–23 e 2023–24